# 藺 (姓)
藺（りん）は漢姓の一つ。『百家姓』の278番目の姓。2020年の中華人民共和国の統計では人数順の上位100姓に入っておらず、台湾の2018年の統計では328番目に多い姓で、481人がいる。
出自は姫姓。晋の司馬韓厥の四代の子（玄孫）の韓康が趙に仕えて知行として得た地である藺（おそらく後の藺県）にちなんで氏とした。

## 著名な人物
- 藺相如 - 戦国時代の趙の上卿。
- 藺常念（中国語版） - 富昌金融（中国語版）の総裁。